# Eugéne-Georges Stoffel
Eugéne-Georges Stoffel con nombre de nacimiento Eugène Georges Henri Céleste Stoffel ( Arbon (Suiza) o París, Francia, 1 o 14 de marzo de 1821 - París, 4 de abril de 1907) fue un militar, arqueólogo y escritor francés.

## Biografía
Hijo de Augustin Stoffel, coronel del Cuarto Regimiento suizo y sobrino de Christoph Anton Jacob Stoffel también militar. Eugéne-Georges estudio en la escuela de ingeniería militar de la École polytechnique, antes de empezar su carrera militar. Fue jefe de escuadrón y después oficial de ordenanza del emperador Napoléon III, siendo nombrado teniente coronel el 21 de diciembre de 1866 y agregado militar en la embajada de Francia en Berlín. En este cargo fue cuando escribió sus observaciones sobre Prusia, se lanzó en un verdadero espionaje y destacó la posible entrada en una guerra.
Ascendió a coronel durante la Comuna de París de 1871 y organizó la defensa, sin éxito, de la Meseta de Avron. Retirado en 1872 por criticar a los gobiernos Thiers, Stoffel se lanzó a la política al presentarse, también sin éxito en las elecciones parlamentarias de 1873.
Stoffel es también conocido por su papel en campañas arqueológicas llevadas a cabo por Napoleón III, especialmente en Gergovie y Alesia entre 1862 y 1865 donde Napoleón II le nombró director de la excavación, donde localizó el campamento de Julio César. Viajó a España para estudiar donde ocurrieron las batallas de Ilerda (Lérida, 49 a. C.) y Munda (Montilla, 46 a. C.).

## Principales publicaciones
- Étude sur l'emplacement d'Alésia, París, 1862.
- Rapports militaires écrits de Berlin 1866-1870, París, 1871.
- Histoire de Jules César, 1887.
- De la possibilité d'une future alliance franco-allemande, 1890.
- Guerre de César et d'Arioviste et premières opérations de César en l'an 702, 1891.

## Otra bibliografía
- Ravel, Alain-Georges (2004). Stoffel, un homme lige de Napoléon III (en francés). Theles.

- Datos: Q1373487
- Multimedia: Eugène Stoffel / Q1373487